# Kazonci
Kazonci su fiktivna vrsta iz serijala Zvjezdanih staza. Jedna su od prvih vrsta koje je USS Voyager susreo pri dolasku u kvadrant Deltu. Izgledom mnogo podsjećaju na Klingonce. Veoma su nasilni i ratoborni. Posada Voyagera je često dolazila u sukob s njima.

## Društvo
Kazonsko društvo podijeljeno je u sekte, na čelu svake sekte je maje. Postoji 20-ak sektâ. Najvažnije sekte su: Kazon-Ogla, Kazon-Nistrim, Kazon-Relora, Kazon-Hobii, Kazon-Oglamar, Kazon-Pomar i Kazom-Mostral.
U kazonskom društvu žene nemaju nikakva prava. U kvadrantu Delti Kazone se smatra velikim ratnicima.

## Tehnologija
Kazonci dosta tehnološki zaostaju za većinom vrsta kvadranta Alfe i Bete. U nekim epizodama je prikazano da nemaju ni replikatore ni teleportere. Njihovi brodovi zapravo nisu njihovi, nego su od vrste zvane Trebe koje su Kezonci oteli kada su se oslobodili od njih. Njihovi brodovi su slabi i zapušteni, dosta slabiji od Voyagera. Borg ih smatra nedostojnim asimilaciji. Poznata su 3 tipa brodova: manji šatl, kazonska fregata, kazonski nosač (dosta veći od Voyagera, ali slabiji).